# Mira Zore-Armanda
Mira Zore-Armanda, hrvaška oceanografinja, * 6. januar 1930, Zagreb,  † 8. april 2012, Opatija.
Mira Zore-Armanda je bila hrvaška oceanografinja. Delala je kot višja znanstvena sodelavka na Inštitutu za oceanografijo in ribištvo v Splitu, kjer je raziskovala predvsem Jadransko morje. Do upokojitve leta 1989 je objavila približno 150 znanstvenih člankov.

## Zgodnje življenje
Rodila se je v Zagrebu. Njen oče je bil Miro Zore, mama pa Marija Nabergoj. Na Univerzi v Zagrebu  je študirala geofiziko in diplomirala leta 1952 z nalogo "Oscilacija zaljeva s primjenom na Kaštelanski zaljev", o nihanjih v zalivih, pri čemer je kot primer uporabila Kaštelanski zaliv. Doktorirala je leta 1963 na Univerzi v Parizu z disertacijo o tokovih v Jadranskem morju.  Njen mentor za doktorat je bil znani oceanograf Henri Lacombe.

## Znanstveno delo
Leta 1952 se je zaposlila na Inštitutu za oceanografijo in ribištvo v Splitu in tam ostala do konca svoje kariere. Kot ena redkih žensk v tej stroki je na začetku imela težave, saj ji pogosto niso dovolili sodelovati na raziskovalnih ladjah.
Večina njenega raziskovanja se je osredotočala na gibanje morskih tokov v Jadranskem morju in kasneje ob obali Istre. Zanimala se je tudi za dolgotrajne spremembe podnebja in njihove vzroke. Raziskovala je medletna nihanja v spremembah slanosti Jadranskega morja in njihovo povezanost z obsegom ledene površine Arktike ter s severno-južno usmerjenim (meridionalnim) gradientom zračnega tlaka v Sredozemlju. Pogosto je sodelovala z morskimi biologi pri raziskavah rib in s kemiki pri vprašanjih slanosti.
Do upokojitve leta 1989 je objavila okoli 150 znanstvenih člankov.

## Pedagoško in organizacijsko delo
Poučevala je na na Univerzi v Zagrebu. Med letoma 1976 in 1978 je bila direktorica Inštituta za oceanografijo in ribištvo. Bila je tudi podpredsednica Odbora za fizikalni oceanografijo pri Mednarodi zvezi za geodezijo in geofiziko. Bila je soavtorica uvodnega besedila o oceanografiji in morski meteorologiji ter urednica znanstvene revije Acta Adriatica.

## Zasebno življenje
Mira Zore se je poročila leta 1959 s kemikom Igorjem Armando. Po moževi smrti se je preselila v Opatijo k svoji sestri in njeni družini. Umrla je leta 2012, stara 82 let.